# Katarina Krpež Šlezak

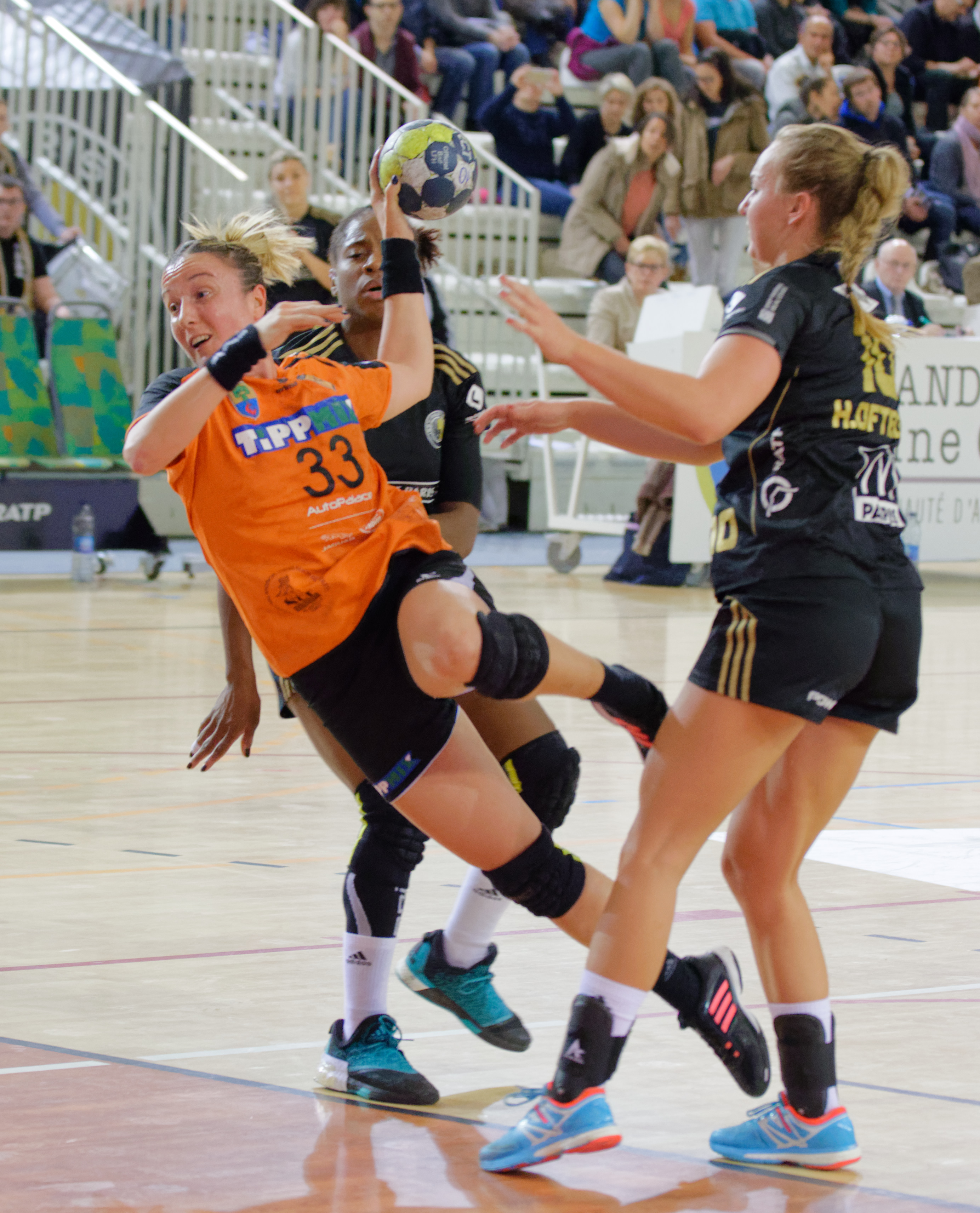
Au tir sous le maillot de l'Érdi VSE, le 23 octobre 2016.

Katarina Krpež Šlezak, née le 2 mai 1988 à Sombor, est une joueuse internationale serbe de handball, évoluant au poste d'ailière droite. Elle possède également depuis 2017 la nationalité hongroise par parenté paternelle.
Avec l'équipe nationale de Serbie, elle a participé à de nombreux Championnats du monde, étant vice-championne du monde en 2013, et de nombreux Championnats d'Europe, étant la meilleure marqueuse du Championnat d'Europe 2018.

## Palmarès

### En club
compétitions nationales
- championne de Serbie en 2011 (avec ŽRK Zaječar)
- vainqueur de la coupe de Serbie en 2011 (avec ŽRK Zaječar)
- championne de Macédoine en 2012 (avec Metalurg Skopje)
- vainqueur de la coupe de Macédoine en 2012 (avec Metalurg Skopje)
- championne de Slovénie en 2013 et 2014 (avec RK Krim)
- vainqueur de la coupe de Slovénie en 2013 et 2014 (avec RK Krim)
- finaliste de la coupe de Hongrie en 2016[3] (avec Érdi VSE)

### En sélection
- 13e place au championnat d'Europe 2008
- 14e place au championnat d'Europe 2010
- 4e place au championnat d'Europe 2012 en Serbie[4]
- finaliste au championnat du monde 2013 en Serbie[5]
- 15e place au championnat d'Europe 2014
- 15e place au championnat du monde 2015
- 9e place au championnat d'Europe 2016
- 9e place au championnat du monde 2017
- 11e place au championnat d'Europe 2018

### Distinctions individuelles
- Meilleure marqueuse du Championnat de Hongrie en 2016, 2018
- Meilleure marqueuse du Championnat d'Europe en 2018